# NGC 297
 NGC 297 là một thiên hà trong chòm sao Kình Ngư. Nó được phát hiện vào ngày 27 tháng 9 năm 1864 bởi Albert Marth.